# Dawson College
Dawson College (engelska) är ett cégep (en form av eftergymnasial utbildning) i Montréal i Kanada. Undervisningsspråk är engelska. På franska heter skolan Collège Dawson.

## Historia
Dawson College öppnades 1969. Skolan är uppkallad efter Sir William Dawson, som var rektor för McGill University åren 1855-1893.